# راهنمای موسیقی کریستگاو: آلبوم‌های راک دهه هفتاد
راهنمای موسیقی کریستگاو: آلبوم‌های راک دهه هفتاد (انگلیسی: Christgau's Record Guide: Rock Albums of the Seventies) یک کتاب مرجع در حوزهٔ موسیقی نوشتهٔ روزنامه‌نگار و مقاله‌نویس موسیقی آمریکایی رابرت کریستگاو است. این کتاب نخستین بار در اکتبر ۱۹۸۱ از طریق Ticknor & Fields منتشر شد. این کتاب تقریباً ۳٫۰۰۰ مورد از بررسی آلبوم‌ها را گرد هم آورده است و بیشتر نقدها در اصل برای ستون «راهنمای مخاطب» متعلق به او در نشریهٔ ویلج ویس طی دههٔ ۱۹۷۰ است. این کتاب انواع مختلفی از ژانرهای مربوط به موسیقی راک را پوشش می‌دهد.